# Alainopasiphaea
Alainopasiphaea (лат.) — род морских пелагических креветок из семейства Pasiphaeidae. Род был выделен в ходе исследований японским карционологом Хаяши из более крупного рода Pasiphaea и содержит в себе два вида:

- Alainopasiphaea australis (Hanamura, 1989)
- Alainopasiphaea nudipeda (Burukovsky, 1993)

Оба представителя рода являются в некотором смысле эндемиками: Alainopasiphaea australis встречается вблизи Австралии и острова Тасмания, тогда как вид Alainopasiphaea nudipeda известен из вод близ Мадагаскара и, возможно, из Индонезии.